# Cazaubon
Cazaubon (okzitanisch Casaubon) ist eine französische Gemeinde im Gers in der Region Okzitanien. Sie gehört zum Arrondissement Condom und zum Kanton Grand-Bas-Armagnac. Die Gemeinde zählt 1663 Einwohner (Stand 1. Januar 2022).

## Geografie
Cazaubon liegt an der Grenze zum Département Landes, etwa 62 Kilometer nordwestlich von Auch am Fluss Douze in der historischen Provinz Armagnac. Mont-de-Marsan liegt etwa 35 Kilometer westsüdwestlich von Cazaubon. Zur Gemeinde gehört die Ortschaft und Heilbad Barbotan-les-Thermes am Lac de l’Uby.

## Geschichte
Ein Wasserheiligtum der Kelten ist nachgewiesen.
In den Bädern von Barbotan-les-Thermes starben bei einem Brand am 15. Juli 1991 insgesamt 21 Menschen.

### Bevölkerungsentwicklung
| Jahr                       | 1962 | 1968 | 1975 | 1982 | 1990 | 1999 | 2010 | 2020 |
| Einwohner                  | 1701 | 1691 | 1638 | 1635 | 1605 | 1546 | 1707 | 1670 |
| Quellen: Cassini und INSEE |      |      |      |      |      |      |      |      |

## Sehenswürdigkeiten
- Schloss Cazaubon
- Schloss Bégué
- Kirche Saint-Pierre in Barbotan-les-Thermes (seit 1926 Monument historique)
- Ruinen der Kirche Saint-Christau
- Park Adrien Barthélémy
- Stierkampfarenen
- Keltischer Tempel in Barbotan-les-Thermes
- Lac de l’Uby (1972 geschaffener künstlicher See)

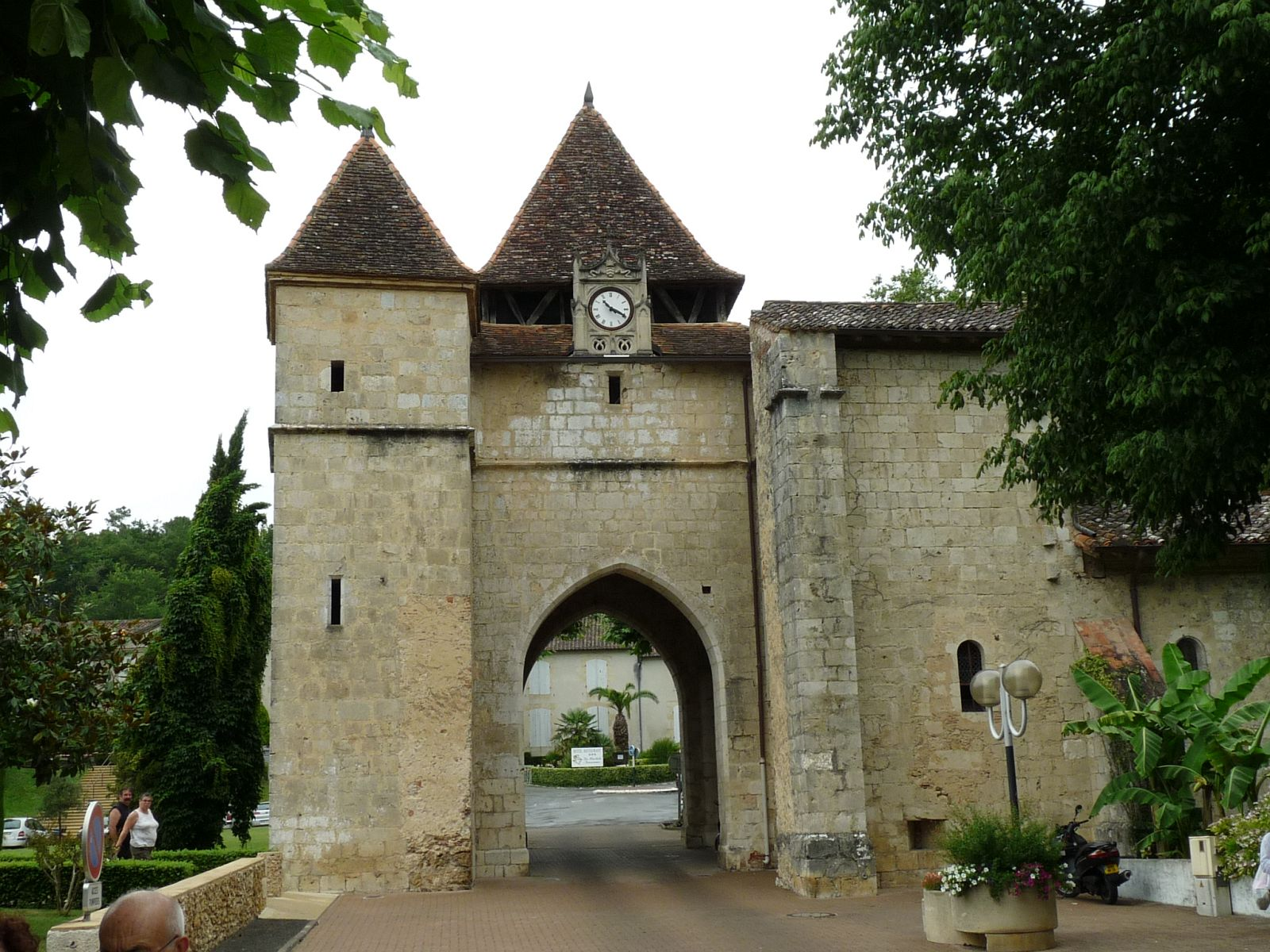
Kirche Saint-Pierre
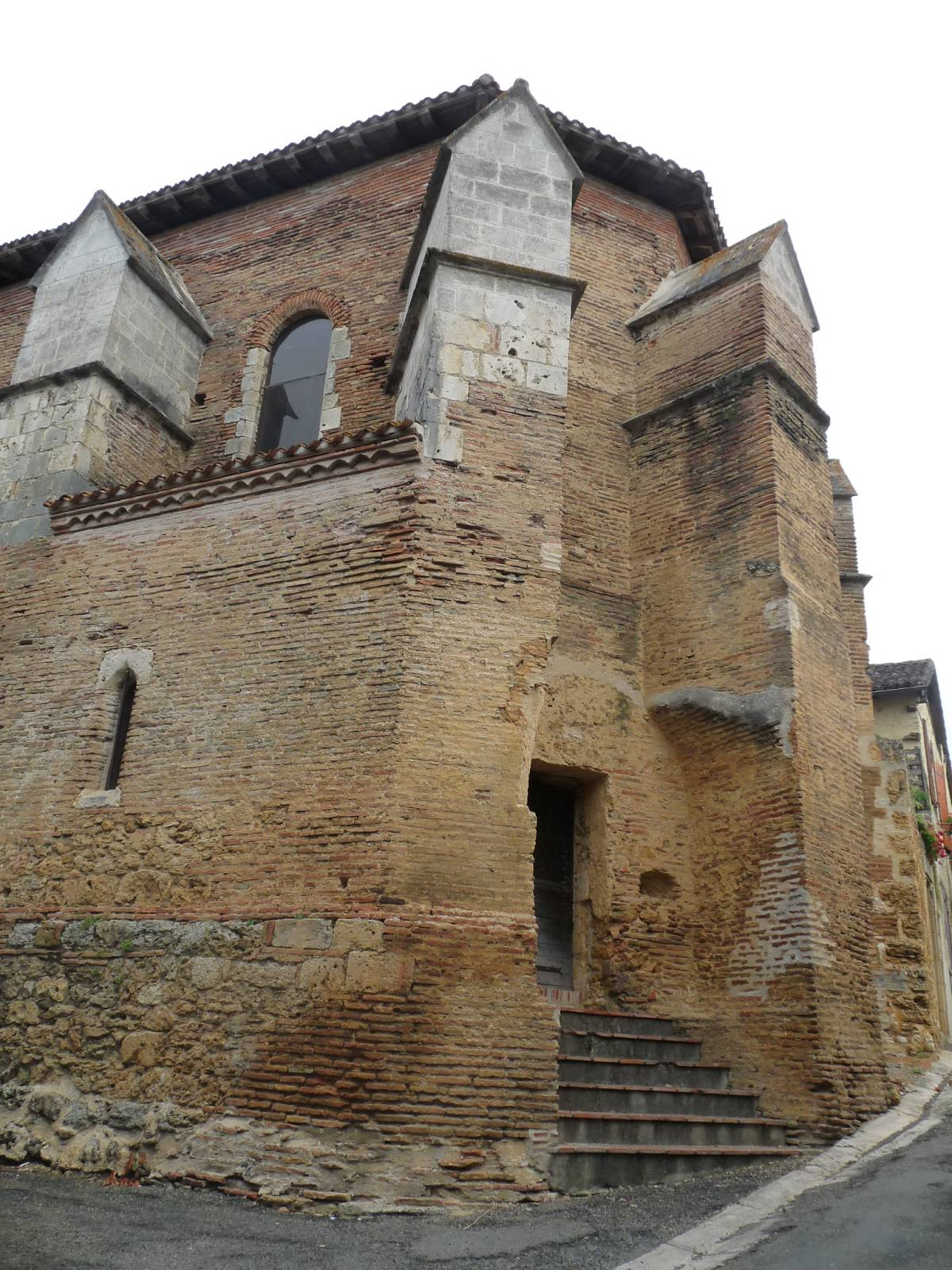
Ehemalige Kirche Saint-Jean-Baptiste
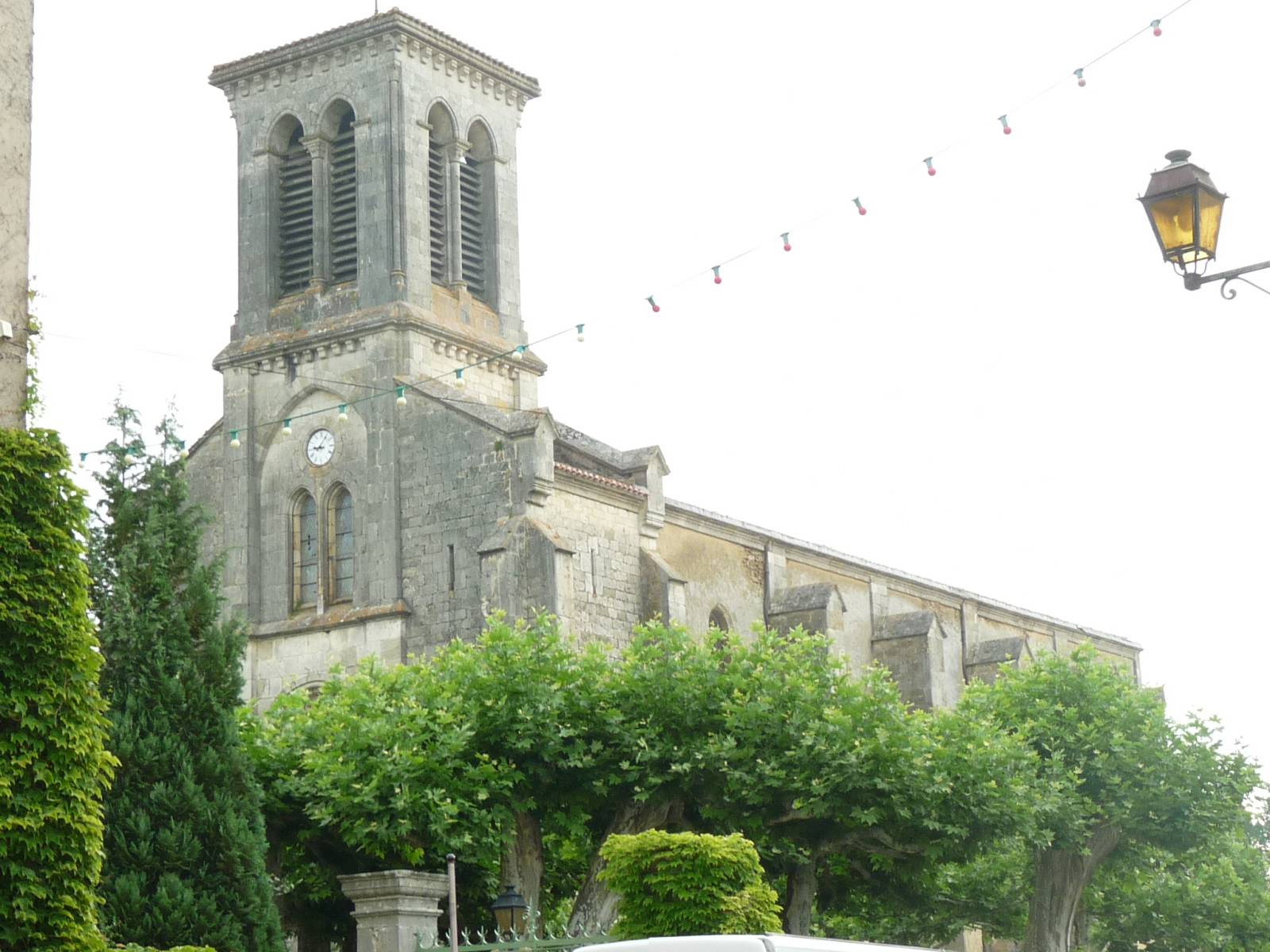
Kirche Saint-Martin
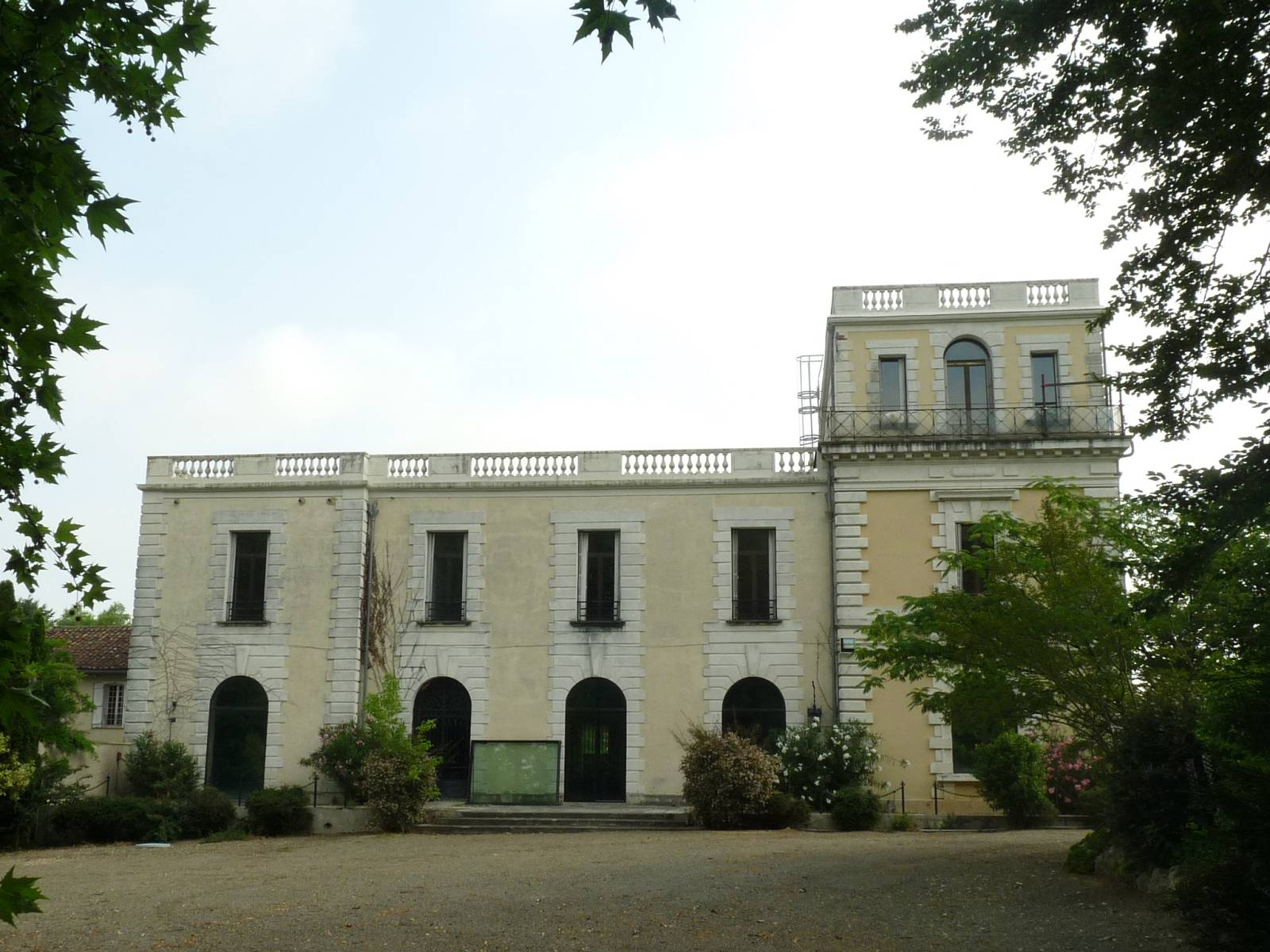
Schloss Begue
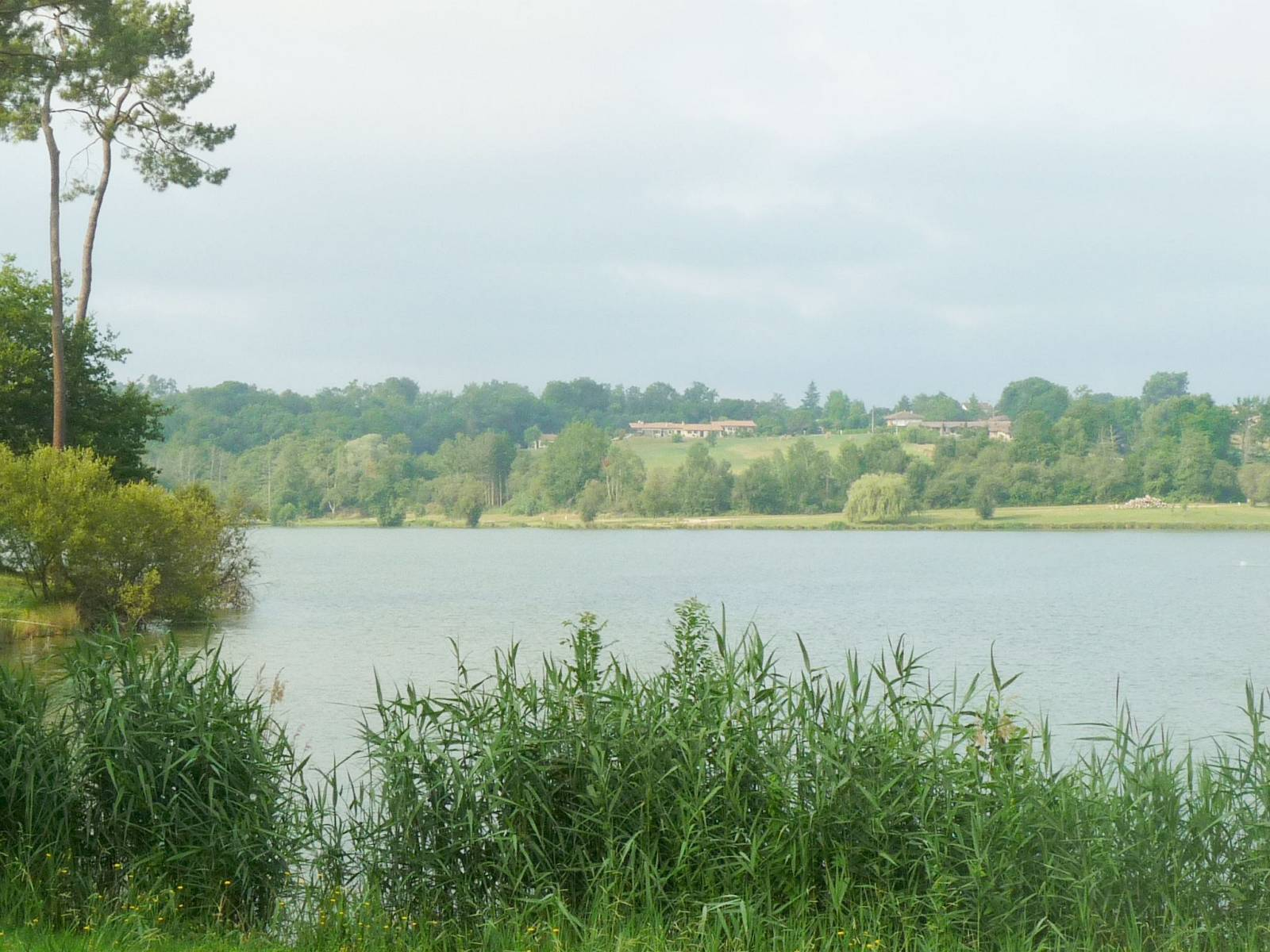
Lac de l’Uby